# Lijst van beelden in Oldambt
Dit is een (onvolledige) chronologische lijst van beelden in Oldambt. Onder een beeld wordt hier verstaan elk driedimensionaal kunstwerk in de openbare ruimte van de Nederlandse gemeente Oldambt, waarbij beeld wordt gebruikt als verzamelbegrip voor sculpturen, standbeelden, installaties, gedenktekens en overige beeldhouwwerken.
| Geplaatst | Omschrijving | Kunstenaar                                            | Straat                                  | Plaats            | Materiaal             | Afbeelding |
| --------- | --- | ----------------------------------------------------- | --------------------------------------- | ----------------- | --------------------- | ---------- |
| 1873      | Graaf Adolfmonument                                                                                              | J.H. Egenberger (ontwerp) en Jozef Geefs (uitvoering) | Provincialeweg                          | Heiligerlee       |                       |            |
| 1888      | Bijbellezende vrouw                                                                                              | onbekend                                              | Torenstraat, NH Kerk                    | Scheemda          |                       |            |
| 1948      | "Ter nagedachtenis aan hen die vielen Gem. Nieuweschans 1940-1945" (oorlogsmonument)                             | Hans Reicher                                          | Voorstraat 2                            | Bad Nieuweschans  | kalksteen             |            |
| 1951      | "Ongebroken" (oorlogsmonument)                                                                                   | Hubert van Lith                                       | Molenlaan (in plantsoen bij Hoofdweg)   | Nieuw-Beerta      | natuursteen           |            |
| 1955      | oorlogsmonument                                                                                                  | R. Wenselaar                                          | Klinkerweg 33                           | Finsterwolde      | natuursteen           |            |
| 1956      | reliëf met ambachten bij LTS                                                                                     | Andries Bergman                                       | Poststraat (in opslag?)                 | Winschoten        | steen                 |            |
| 1961      | Barmhartige Samaritaan                                                                                           | Wim van den Hoek                                      | Gaslaan (in opslag)                     | Winschoten        | metaal                |            |
| 1964      | Sint Maarten | Wim van den Hoek                                      | zusterhuis Molenhorn (in opslag?)       | Winschoten        | metaal                |            |
| ca. 1972  | zonder titel | Simon Levy                                            | Wilhelminaplein                         | Beerta            | brons                 |            |
| 1975      | De tellerlikker                                                                                                  | Marijke Ravenswaaij-Deege                             | foyer van De Klinker                    | Winschoten        | brons                 |            |
| 1975      | Toela | Toos Hagenaars                                        | foyer van De Klinker                    | Winschoten        | brons                 |            |
| voor 1976 | Danseresje | Charles Weddepohl                                     |                                         | Winschoten        | brons                 |            |
| 1977      | De Klaagmuur | Marijke Ravenswaaij-Deege                             | Bosstraat                               | Winschoten        | brons en natuursteen  |            |
| 1977      | Joods monument                                                                                                   |                                                       | Havenstraat/Schoolstraat                | Scheemda          | steen                 |            |
| 1981      | Bever | Wladimir de Vries                                     | bij Synergon                            | Winschoten        | steen                 |            |
| 1982      | Monument voor Belgische militairen                                                                               | Stephan Berkhemer                                     | Dorpshuisweg                            | Finsterwolde      | brons                 |            |
| 1985      | Spatspiegel | Frank Sciarone                                        |                                         | Nieuwolda         |                       |            |
| 1986      | Monument voor de dijk op Deltahoogte van het waterschap Fiemel met de tekst 'Gain diek, gain laand, gain leev'n' |                                                       |                                         | Finsterwolde      | baksteen              |            |
| 1987      | Take the risk and go                                                                                             | Hans van der Pennen                                   |                                         | Bad Nieuweschans  |                       |            |
| 1987      | Hongerige Wolf                                                                                                   | Arie Berkulin                                         | Carel Coenraadpolder                    | Hongerige Wolf    | oude zandzuigerbuizen |            |
| 1987      | Scheuvelloper (gestolen in 2008)                                                                                 | Phil Verdult                                          | Botenpad / Scheepsjagerstraat           | Scheemda          | brons                 |            |
| 1989      | De Bron | Maree Blok                                            | Weg naar de Bron                        | Bad Nieuweschans  | metaal                |            |
| 1990?     | Rijksweg 42 (Poort van Groningen)                                                                                | Frank Moore                                           |                                         | Bad Nieuweschans  | staal                 |            |
| 1990      | Steenpers | Hans Mes                                              |                                         | Oostwolde         |                       |            |
| 1991      | Hanger | Henk Oelen                                            | Veenweg                                 | Westerlee         |                       |            |
| 1991      | zonder titel | Ralph Müller                                          |                                         | Winschoten        |                       |            |
| 1992      | Wachters | Chris Verbeek                                         |                                         | Hamdijk           | staal                 |            |
| 1993      | Reservoir | Marlies Veldhuis                                      | Hoofdstraat (plein bij Herv. kerk)      | Beerta            | staal                 |            |
| 1995      | oorlogsmonument                                                                                                  |                                                       | Het Oude Diepje                         | 't Waar           | beton                 |            |
| 1995      | Kunsthekwerk | Hans Pulles                                           | Marktplein                              | Winschoten        | staal                 |            |
| 1995      | Draak | Jaap van Meeuwen                                      | Gassingel                               | Winschoten        | ijzer                 |            |
| 1996      | Waaiboei (tuimelaar)                                                                                             | Martin Borchert                                       | op de dijk                              | Nieuwe Statenzijl | div. materialen       |            |
| 1996      | zonder titel | Gert Jan Groenendaal                                  | Schwertmannweg / Palsweg                | Finsterwolde      |                       |            |
| [1996     | Herinnering aan een plek, een beeld voor een bos                                                                 | Semna van Ooy                                         |                                         | Beerta            | staal                 |            |
| 1996      | plaquette |                                                       | Voormalige synagoge , Achterstraat 40   | Bad Nieuweschans  | marmer                |            |
| 1998      | Monument ter herinnering van het op deltahoogte brengen van de zeedijken langs de Dollard                        |                                                       | Dijk Carel Coenraadpolder               |                   | steen                 |            |
| 2002      | Bourgondische titaan                                                                                             | Willem Vermandere                                     | Rosarium                                | Winschoten        | natuursteen           |            |
| 2005      | Joods monument                                                                                                   | Bert van Ringh                                        | Israëlplein                             | Winschoten        |                       |            |
| voor 2007 | Bloem | Luc Leenknegt                                         |                                         | Oostwolde         |                       |            |
| 2009      | Nieuwe "Scheuvelloper"                                                                                           | Marten Grupstra                                       | Botenpad / Scheepsjagerstraat           | Scheemda          | brons                 |            |
| 2010      | De laatste blik (Joods monument)                                                                                 | Jakobine von Dömming, Els Otten en Hein van de Water  | Station                                 | Nieuweschans      | staal, glas, steen    |            |
| 2010      | Rozenblad | Huub en Adelheid Kortekaas                            | rotonde Beertsterweg/Oostelijke Rondweg | Winschoten        | staal                 |            |
| 2010      | Suite 2 | Herbert Nouwens                                       | Rosarium                                | Winschoten        |                       |            |
| 2012      | De Roos | Bastiaan de Groot                                     | Rosarium                                | Winschoten        | steen                 |            |
| 2013      | Vrouw op takken                                                                                                  | Henk Vos                                              | Rosarium                                | Winschoten        |                       |            |
| 2013      | Help | Luc Leenknegt                                         | Rosarium                                | Winschoten        |                       |            |
| 2013      | NOVO laat de hond uit                                                                                            |                                                       | Rosarium                                | Winschoten        | plaatijzer            |            |
|           | Joods monument                                                                                                   |                                                       | Joodse begraafplaats                    | Winschoten        |                       |            |
|           | Boegbeeld |                                                       | Zeeheldenstraat                         | Winschoten        | rvs                   |            |
|           | Kubus |                                                       | Zeeheldenstraat                         | Winschoten        | natuursteen           |            |
|           | sculptuur bij voormalige synagoge                                                                                | Ad Molendijk                                          | Achterstraat                            | Bad Nieuweschans  | Belgisch hardsteen    |            |
|           | | Ad Molendijk                                          | Bunderpoort                             | Bad Nieuweschans  |                       |            |
|           | | Ad Molendijk                                          | Hoofdstraat (bij Kappa Triton)          | Bad Nieuweschans  |                       |            |
|           | | Ad Molendijk                                          | Hoofdstraat (bij Kappa Triton)          | Bad Nieuweschans  |                       |            |
|           | |                                                       | Graaf Adolfbrug                         | Scheemda          |                       |            |